# Juana Tabor (novela)
Juana Tabor es una novela del escritor argentino Hugo Wast. Fue escrita en 1941 y la acción está ambientada a finales del siglo XX. Relata los años previos al Juicio Final. En ella se describe una sociedad secularizada, tecnológicamente avanzada y espiritualmente vacía; todo ello, sostiene el autor, como consecuencia de la difusión de las ideas del Iluminismo y el Modernismo. El relato tiene como protagonistas a dos frailes de la ficticia Orden de San Gregorio, Plácido de la Virgen y Simón de Samaria (este último inspirado en el sacerdote y apóstata Jacinto Loyson). En ocasiones ha sido publicada junto a su secuela; 666. Es profundamente antisemita, tradicionalista, nacionalista y antiliberal.

## Escenario y personajes
La novela presenta el escenario del mundo en las últimas décadas del siglo XX. Existe una moneda mundial (el marx), una lengua común (el esperanto) y un calendario universal. Después de una serie de guerras han emergido líderes fuertes y se han restaurado algunas monarquías. En Europa las principales potencias son el Imperio Germánico (cuyo soberano se llama Adolfo Enrique y es denominado Kaiser) y un Imperio Romano (regido por Carlos Alberto de la Casa de Saboya), las cuales se unen en el Santo Imperio Romano Germánico gobernado por Otón V, nieto del Kaiser alemán. Rusia, que ha abandonado el comunismo por el "sindiosismo", ha adoptado el nombre de Satania y controla la India arrebatada a los británicos. En Asia, los japoneses han expandido su imperio sobre la mitad del continente, disputando el poder a los tártaros que bajo el mando de Kriss han creado un estado independiente en las regiones siberianas. En Sudamérica aparecen mencionados el Imperio del Brasil, que ha absorbido a Paraguay y Uruguay, la Gran Colombia, un Imperio Inca (Perú y Bolivia), el reino de Chile y la República Argentina gobernada por una mujer presidente de ideología "anarcomarxista" y de familia judía. Se han abolido las fuerzas armadas y los símbolos nacionales. El papado continúa existiendo al igual que las iglesias protestantes y el islam vive un renacimiento. No existe el Estado de Israel; los judíos, dispersos por el mundo, son la más importante minoría extranjera en la Argentina. Los Estados Unidos apenas son  mencionados.
Los personajes principales son dos frailes y sacerdotes argentinos; uno de ellos el anciano (ha nacido a comienzos del siglo XX) Plácido, tradicionalista y devoto, y otro, joven, brillante orador y orgulloso; Simón de Samaria.
Juana Tabor, la protagonista que da nombre al libro, es una mujer misteriosa, dueña de vastas posesiones, y no creyente, quien debate con Simón su posible conversión.
Ciro Dan, nieto de Naboth Dan, un sacerdote apóstata que robó niños católicos durante la Guerra Civil Española para convertirlos al satanismo, es un financista que ha sido ungido en secreto como el Mesías por los judíos y se convertirá en el Anticristo.
En la novela, fray Plácido recibe la visita del alma atormentada de Voltaire, uno de los responsables del mundo secular que Wast critica, quien le describe sus tormentos en el Infierno y le anuncia el porvenir.